# Јан Козак
Јан Козак (Матјејовце на Хорнаду, 17. април 1954) је бивши чехословачки фудбалер, словачки тренер и селектор фудбалске репрезентације Словачке. Његов син Јан Козак је такође фудбалер. Новембра 2015. објављена је његова биографија под насловом Јан Козак, прича о фудбалском бунтовнику аутора Михала Земана, спортског новинара.

## Играчка каријера
Био је члан ФК Локомотива Кошице, а наступао је и за ФК Дукла Праг. Током репрезентативне каријере одиграо је за Чехословачку и постигао 9 голова. Учествовао је на Европском првенству у фудбалу 1980. и Свјетском првенству 1982.

## Тренерска каријера
Највећи дио своје тренерске каријере провео је у ФК Кошице. Са овим клубом је успио да се пласира у главну фазу Лигу шампиона у сезони 1997/98, био је то уједно и први словачки клуб који је то успио. Познат је и по своме бурном темпераменту. Тако је на полувремену утакмице 3. кола Коргонске лиге 2009/2010 против ФК Њитра (0:1), напао тренера противничких голмана Игора Месароша, наникевши му повреде које су захтјевале 4 недеље лијечења. У августу 1013. изабран је за селектора репрезентације Словачке, замјенивши Станислава Григу и Михала Хипа. Дебитовао је 14. августа 2013. у пријатељској утакмици против Румуније која је завршена нерешеним резултатом 1:1. Прва такмичарска утакмица била је 6. септембра 2013. на стадиону Билино Поље у Зеници против домаћина репрезентације Босне и Херцеговине која је завршена резултатом 1:0 за словачку селекцију (што је уједно био и први пораз босанскохерцеговачког тима у овом квалификационом циклусу).Ова побједа је значила наду да би Словачка могла да оде на Свјетско првенство 2014. у Бразилу, али је нада касније нестала. Током квалификација за Европско првенство у фудбалу 2016. у Француској, његов тим је имао одличан почетак након што су савладали Украјину у гостима, а затим у октобру актуелног шампиона Европе Шпанију, која је имала низ од 36 мечева без пораза у квалификацијама (укупно 8 година). Потом су побиједили Белорусију и Македонију и тако завршили календарску 2014. годину са 12, бодова односно са максималним бројем бодова. Тим је изборио наступ на Европском првенству 2016. што је био и први наступ Словачке репрезентације на европским првенствима.